# All Wet
All Wet è un film del 1927 diretto da Walt Disney. È un cortometraggio animato, il quinto con protagonista Oswald il coniglio fortunato. Fu distribuito dalla Universal Pictures il 31 ottobre 1927. Fu poi riedito il 1º febbraio 1932 dalla Walter Lantz Productions, con effetti sonori e musiche di James Dietrich, e questa è l'unica versione disponibile ai nostri giorni.

## Trama
Per fare colpo su Fanny, Oswald le fa credere di essere un eroico bagnino. Lei entra in mare e finge di essere in pericolo per farsi salvare, ma poi viene raggiunta da uno squalo. Oswald va a salvarla con una barca. Alla fine, un'onda gigantesca li catapulta entrambi a riva e Fanny, colpita dall'eroismo di Oswald, si innamora di lui.

## Edizioni home video

### DVD
Il cortometraggio è incluso nel DVD Walt Disney Treasures: Le avventure di Oswald il coniglio fortunato. Per l'occasione al film è stata assegnata una nuova colonna sonora scritta da Robert Israel.